# Luis Loor Macías
Luis Loor Macías (n. Portoviejo, Manabí, Ecuador; 4 de octubre de 1999) es un futbolista ecuatoriano que juega de defensa y su equipo actual es Atlético Santo Domingo de la Serie B de Ecuador.

## Trayectoria
Pasó por los clubes de Manabí de segunda categoría como Deportivo Valle y Colon FC.
En 2017 es contratado por Independiente del Valle donde juega en inferiores y luego en 2018 pasa al equipo filial donde debuta en la Serie B de Ecuador.

## Selección nacional
Fue convocado para la Selección sub-20 dirigida por Jorge Célico para participar en el Copa Mundial de Fútbol Sub-20 de 2019.

### Categorías inferiores

#### Participaciones en Copas del Mundo
| Campeonato                  | Sede    | Resultado    | Partidos | Goles |
| --------------------------- | ------- | ------------ | -------- | ----- |
| Copa Mundial Sub-20 de 2019 | Polonia | Tercer lugar | 1        | 0     |

## Clubes
| Club                   | País    | Años        | PJ | Goles |
| ---------------------- | ------- | ----------- | -- | ----- |
| Independiente Juniors  | Ecuador | 2018 - 2020 | 36 | 3     |
| Atlético Santo Domingo | Ecuador | 2021 - act. | 0  | 0     |

## Participaciones internacionales
| Copa                             | Club                    | Resultado  |
| -------------------------------- | ----------------------- | ---------- |
| Copa Libertadores Sub-20 de 2018 | Independiente del Valle | Subcampeón |